# Kinh tế Tây Ban Nha
Nền kinh tế Tây Ban Nha là nền kinh tế lớn thứ mười bốn thế giới tính theo GDP danh nghĩa cũng như là một trong những nền kinh tế lớn nhất theo sức mua tương đương. Tây Ban Nha là thành viên của Liên minh châu Âu, Tổ chức Hợp tác và Phát triển Kinh tế và Tổ chức Thương mại Thế giới. Tây Ban Nha có nền kinh tế hỗn hợp tư bản chủ nghĩa. Tây Ban Nha là nền kinh tế lớn thứ năm ở châu Âu sau Đức, Vương quốc Anh, Pháp và Ý cũng như lớn thứ tư trong khu vực đồng tiền chung châu Âu dựa trên số liệu thống kê về GDP danh nghĩa. Năm 2019, Tây Ban Nha là nhà xuất khẩu lớn thứ mười lăm trên thế giới và nhà nhập khẩu  lớn thứ mười bốn. Tây Ban Nha được xếp ở vị trí thứ 25 về chỉ số phát triển con người của Liên Hợp Quốc và thứ 32 về GDP bình quân đầu người theo số liệu của Ngân hàng Thế giới. Do đó Tây Ban Nha được coi là nền kinh tế thu nhập cao và nằm trong số các nước có trình độ phát triển con người rất cao. Theo The Economist năm 2005, Tây Ban Nha có chất lượng cuộc sống cao thứ 10 thế giới.
Sau cuộc khủng hoảng tài chính 2007–08, nền kinh tế Tây Ban Nha rơi vào tình trạng suy thoái và chu kỳ kinh tế vĩ mô phát triển theo hướng tiêu cực. So với các nước khác thuộc khu vực EU hay Hoa Kỳ, nền kinh tế Tây Ban Nha bước vào suy thoái muộn hơn (nền kinh tế vẫn tăng trưởng vào năm 2008) nhưng phục hồi lâu hơn. Sự bùng nổ kinh tế của những năm 2000 đã bị đảo ngược khiến hơn một phần tư lực lượng lao động của Tây Ban Nha bị rơi vào tình cảnh thất nghiệp vào năm 2012. Nhìn chung GDP của Tây Ban Nha giảm gần 9% trong giai đoạn 2009–2013. Tình hình kinh tế bắt đầu được cải thiện từ năm 2013–2014. Kể từ đó, nền kinh tế bắt đầu đảo ngược mức thâm hụt thương mại kỷ lục trong những năm nền kinh tế bước vào giai đoạn bùng nổ. Nước này đã đạt được thặng dư thương mại vào năm 2013 sau ba thập kỷ nhập siêu. Thặng dư tiếp tục tăng trong năm 2014 và 2015.
Năm 2015, GDP của Tây Ban Nha đã tăng 3,2%, đây là tỷ lệ cao nhất kể từ năm 2007, năm cuối cùng trước khi cuộc khủng hoảng tài chính thế giới xảy ra. Tây Ban Nha là nước có tốc độ phát triển kinh tế cao nhất so với các nền kinh tế lớn hơn của EU trong năm đó. Chỉ trong hai năm (2014–2015), nền kinh tế Tây Ban Nha đã phục hồi lại bằng 85% GDP trước cuộc suy thoái 2009–2013. Thành công này khiến một số nhà phân tích quốc tế gọi đây là "nơi trưng bày cho những nỗ lực cải cách cơ cấu" của Tây Ban Nha. Tốc độ tăng trưởng GDP mạnh mẽ tiếp tục được ghi nhận vào năm 2016 khi Tây Ban Nha có tốc độ tăng trưởng nhanh gấp đôi so với mức trung bình của khu vực đồng euro. Nhờ vậy mà nền kinh tế Tây Ban Nha được dự báo sẽ vẫn là nền kinh tế hoạt động tốt nhất trong số những nền kinh tế lớn trong khu vực đồng tiền chung châu Âu vào năm 2017. Tỷ lệ thất nghiệp của Tây Ban Nha đã giảm đi đáng kể từ năm 2013 đến năm 2017. Tỷ lệ thất nghiệp thực tế thấp hơn nhiều, vì ước tính có hàng triệu người làm việc trong thị trường xám mà những người này vẫn bị coi là thất nghiệp. Mặc dù các ước tính về nền kinh tế ẩn có thể khác nhau, nhưng GDP thực tế của Tây Ban Nha có thể lớn hơn khoảng 20% vì người ta ước tính rằng nền kinh tế ngầm của Tây Ban Nha hàng năm có giá trị dao động trong khoảng 190 tỷ Euro (224 tỷ USD). Trong số các nước châu Âu có thu nhập cao, chỉ có Ý và Hy Lạp được ước tính là có nền kinh tế ngầm lớn hơn Tây Ban Nha. Do đó, Tây Ban Nha có thể có sức mua tương đương cao hơn cũng như hệ số Gini nhỏ hơn so với các con số chính thức. Vào năm 2012, chính phủ Tây Ban Nha đã chính thức yêu cầu một khoản tín dụng từ Cơ chế Bình ổn châu Âu (ESM) để tái cơ cấu lĩnh vực ngân hàng trong thời kỳ khủng hoảng tài chính. ESM đã phê duyệt khoản hỗ trợ lên tới 100 tỷ euro, mặc dù vậy cuối cùng thì Tây Ban Nha chỉ nhận được 41,3 tỷ Euro. Chương trình ESM dành cho Tây Ban Nha kết thúc với việc nước này đã hoàn trả toàn bộ khoản tín dụng được sử dụng sau mười tám tháng.

## Lịch sử
Khi Tây Ban Nha gia nhập EEC vào năm 1986 thu nhập bình quân đầu người của nước này chỉ bằng 72% trung bình các nước thành viên.
Vào nửa cuối những năm 1990, chính phủ Đảng bảo thủ của cựu thủ tướng Jose María Aznar đã thành công trong việc giúp Tây Ban Nha được gia nhập vào nhóm các nước sử dụng đồng euro vào năm 1999. Nhờ vào sự phát triển kinh tế vượt bậc cộng thêm sự mở rộng của Liên minh châu Âu lên 28 thành viên, tính đến năm 2007 GDP bình quân đầu người của Tây Ban Nha đã bằng 105% mức trung bình của Liên minh Châu Âu và xếp trên cả Ý (103%). Ba vùng có GDP bình quân đầu người cao nhất và vượt mức 125% trung bình của Liên minh châu Âu là: Xứ Basque , Madrid và Navarra. Theo những tính toán của tờ báo Đức Die Welt, thu nhập bình quân đầu người của Tây Ban Nha đã vượt qua Đức vào năm 2011. Tỷ lệ thất nghiệp ở mức 7,6% vào tháng 10 năm 2006, đây là một con số tương đối tích cực so với nhiều nước châu Âu khác, đặc biệt hơn khi nhìn vào con số này trong khoảng thời gian đầu những năm 1990 khi nó ở mức hơn 20%. Trong quá khứ, những điểm yếu của nền kinh tế Tây Ban Nha là mức lạm phát cao và nền kinh tế ngầm lớn.
Nền kinh tế đảo ngược chiều tăng trưởng và bước vào giai đoạn phát triển mạnh mẽ từ năm 1997-2007 đã tạo ra một bong bóng bất động sản được nuôi dưỡng bởi mức lãi suất thấp, tỷ lệ đầu tư nước ngoài lớn (trong thời kỳ đó Tây Ban Nha đã trở thành điểm đến ưa thích của các ngân hàng đầu tư châu Âu khác) và lượng nhập cư tăng đột biến chưa từng có trong lịch sử. Trong thời kỳ đỉnh cao vào năm 2007, ngành xây dựng đã chiếm tới 15% tổng sản phẩm quốc nội (GDP) của cả nước và tạo ta tổng cộng 12% việc làm. Trong thời gian đó, dòng vốn vào Tây Ban Nha - bao gồm cả đầu tư đầu cơ ngắn hạn - đã giúp tài trợ cho thâm hụt thương mại lớn.
Mặt trái của sự bùng nổ bất động sản đó là nó làm gia tăng mức nợ tư nhân, hộ gia đình và doanh nghiệp tương ứng; lý do là vì những người muốn mua được nhà trong tương lai đã phải vật lộn để đáp ứng giá chào bán và mức nợ trung bình của các hộ gia đình đã tăng lên gấp ba lần trong vòng chưa đầy một thập kỷ. Điều này gây ra áp lực đặc biệt lớn cho những nhóm người có mức thu nhập từ thấp đến đến trung bình để có thể mua nhà; đến năm 2005, tỷ lệ nợ trên thu nhập trung bình đã tăng lên thành 125%, chủ yếu trong số này là do các khoản thế chấp đắt đỏ vượt quá giá trị của bất động sản trong giai đoạn bùng nổ vào thời điểm đó.
Giá bất động sản tiếp tục tăng cho đến đầu năm 2008, khi cuộc khủng hoảng tài chính toàn cầu đã làm nổ bong bóng bất động sản của Tây Ban Nha.
Một dự báo của Ủy ban Châu Âu cho rằng Tây Ban Nha sẽ bước vào một cuộc đại suy thoái cuối những năm 2000 đang diễn ra trên toàn thế giới vào cuối năm 2008. Vào thời điểm đó, Bộ trưởng Kinh tế Tây Ban Nha đã dẫn lời nói, "Tây Ban Nha đang phải đối mặt với một cuộc suy thoái tồi tệ nhất trong nửa thế kỷ qua". Chính phủ Tây Ban Nha dự báo tỷ lệ thất nghiệp sẽ tăng lên thành 16% vào năm 2009 trong khi trường đại học kinh doanh ESADE dự đoán là con số này thậm chí có thể lên đến 20%. Đến năm 2017, GDP bình quân đầu người của Tây Ban Nha đã giảm xuống mức tương đương 95% trung bình của Liên minh châu Âu.

### Cuộc khủng hoảng kinh tế và tài chính
Tây Ban Nha đã tiếp tục đuy trì được tốc độ tăng trưởng kinh tế mạnh mẽ khi đảng cầm quyền có những sự thay đổi vào năm 2004 trong nhiệm kỳ đầu tiên của thủ tướng José Luis Rodríguez Zapatero mặc dù một số vấn đề trong nền kinh tế đang trở nên rõ ràng. Theo Financial Times, Mức thâm hụt thương mại của Tây Ban Nha đang gia tăng nhanh chóng khi đạt mức bằng 10% tổng GDP vào mùa hè năm 2008 khiến nước này "mất đi khả năng cạnh tranh với các đối tác thương mại chính" và tỷ lệ lạm phát vốn luôn cao hơn các đối tác này đã chịu sự ảnh hưởng nặng nề bởi việc giá nhà tăng thêm 150% so với năm 1998 và mức nợ gia đình đang ngày càng tăng (115%) do sự bùng nổi của bất động sản Tây Ban Nha và giá dầu tăng cao.
Mức thâm hụt trong năm 2011 lên tới mức cao là 8,5% GDP. Trong năm 2016, mục tiêu thâm hụt của chính phủ là khoảng 4% và giảm xuống còn 2,9% vào năm 2017. Ủy ban châu Âu yêu cầu mục tiêu cho năm 2016 phải là 3,9% và 2,5% cho năm 2017.
Dự báo tăng trưởng GDP chính thức của chính phủ Tây Ban Nha cho năm 2008 vào tháng 4 là 2,3%. Con số này đã được Bộ Kinh tế Tây Ban Nha điều chỉnh giảm xuống còn 1,6%. Tuy nhiên trong các nghiên cứu của hầu hết các nhà dự báo kinh tế, tỷ lệ này đã thực sự chỉ là 0,8%, con số này thấp hơn nhiều mức 3% cộng thêm tốc độ tăng trưởng GDP hàng năm vào thập kỷ 1997-2007. Trong quý 3 năm 2008, GDP quốc gia lần đầu tiên giảm sau 15 năm vào tháng 2 năm 2009, điều này khẳng định rằng Tây Ban Nha cùng với các nền kinh tế châu Âu khác đã chính thức bước vào thời kỳ suy thoái kinh tế.
Vào tháng 7 năm 2009, IMF đã làm xấu đi các ước tính về sự suy giảm năm 2009 của Tây Ban Nha xuống còn -4% GDP trong năm (gần với mức trung bình của châu Âu là âm 4,6%.) Năm 2010 con số này tiếp tục bị làm xấu đi khi tốc độ tăng trưởng chỉ là -0,8%.

#### Bất động sản bùng nổ và phá sản (2003–2014)
Việc đồng Euro được chính thức đưa vào sử dụng kể từ năm 2002 đã làm giảm lãi suất dài hạn khiến số lượng các khoản vay thế chấp tăng gấp bốn lần trong giai đoạn từ năm 2000 đền thời kỳ đỉnh điểm là năm 2010. Việc bất động sản tăng trưởng quá nóng kể từ năm 1997 đã tạo ra bong bóng chỉ trong vòng vài năm sau đó khi mà các ngân hàng địa phương hay còn được gọi là "Cajas" hoạt động như là các ngân hàng tiết kiệm địa phương chịu sự giám sát của các chính phủ khu vực đã không ngừng bơm tiền vào thị trường bất động sản đồng thời mức lãi suất thấp và lượng người nhập cư lớn cũng là những nguyên nhân chủ yếu khiến bong bóng phình to. Xu hướng này tiếp tục được thúc đẩy khi mà nền kinh tế Tây Ban Nha được cho là đã tránh được tốc độ tăng trưởng ảo bằng 0 của một số nước là đối tác lớn nhất ở EU vài tháng trước khi cuộc Đại suy thoái toàn cầu diễn ra.
Số việc làm mới do Tây Ban Nha tạo ra chiếm hơn 1 nửa số việc làm mới của Liên minh châu Âu trong vòng 5 năm đến 2005. Trong thời điểm cao trào của giai đoạn bất động sản bùng nổ, số lượng nhà mới được xây ở Tây Ban Nha thậm chí còn nhiều hơn cả Đức, Pháp và Anh cộng lại. Home prices soared by 71% between 2003 and 2008, in tandem with the credit explosion.
Năm 2008, bong bóng bất động sản bị vỡ khiến các ngành liên quan đến bất động sản và xây dựng lớn của Tây Ban Nha sụp đổ, tình trạng sa thải nhân viên diễn ra hàng loạt khiến nhu cầu hàng hóa và dịch vụ trong nước suy giảm và tình trạng thất nghiệp tăng vọt.
Lúc đầu, các ngân hàng và dịch vụ tài chính của Tây Ban Nha đã tránh được những cuộc khủng hoảng ban đầu mà các đối tác quốc tế của họ đang phải gánh chịu. Tuy nhiên khi mà cuộc khủng hoảng ngày càng thêm trầm trọng kết hợp với việc giá bất động sản giảm không ngừng, các khoản nợ xấu của các ngân hàng tiết kiệm nhỏ lẻ ngày càng tăng đã buộc những "cajas" phải nhờ đến sự can thiệp của chính phủ và ngân hàng trung ương Tây Ban Nha thông qua một chương trình ổn định và củng cố bằng cách mua lại hay hợp nhất những "cajas" địa phương và cuối cùng là xin gói cứu trợ ngân hàng từ Ngân hàng Trung ương Châu Âu vào năm 2012 để hỗ trợ các hoạt động kinh doanh của ngành ngân hàng nói chung và những "cajas" nói riêng.
Sau đỉnh cao vào năm 2008, giá nhà sau đó đã giảm đi 31% trước khi chạm đáy vào cuối năm 2014.

##### Sự phục hồi của ngành bất động sản
Năm 2017, sau vài tháng tăng giá, các chủ nhà dùng nhà để cho thuê trong thời kỳ kinh tế suy thoái đã bắt đầu đưa tài sản của họ trở lại thị trường để bán. Dự kiến doanh số bán nhà trong năm 2017 sẽ đạt mức tương đương giai đoạn trước khủng hoảng (2008).
Nhìn chung, thị trường bất động sản Tây Ban Nha đang trải qua một đợt bùng nổ mới, lần này là ở lĩnh vực cho thuê nhà. Trong tổng số 50 tỉnh thành, có tới 48 tỉnh là ghi nhận số lượng nhà cho thuê cao hơn so với thời điểm tháng 5 năm 2007 theo báo cáo của Cục thống kê quốc gia, trong đó tại 10 tỉnh đông dân nhất thì mức lạm phát nhà cho thuê tích lũy rơi vào khoảng từ 5% đến 15%, đây là mức cao kỷ lục kể từ năm 2007. The phenomenon is most visible in big cities such as Barcelona or Madrid, which are seeing new record average prices, partially fueled by short-term rentals to tourists.

#### Khủng hoảng nợ công châu Âu
Trong những tuần đầu tiên của năm 2010, sự lo lắng bắt đầu trở lại và gia tăng về mức nợ quá cao ở một số các nước thành viên EU nói chung và sức khỏe của đồng euro nói riêng từ Ireland và Hy Lạp đã lan sang Bồ Đào Nha, mặc dù vậy thì tại Tây Ban Nha thì tình hình ít tồi tệ hơn.

Tây Ban Nha là một phần của liên minh tiền tệ khu vực đồng euro (xanh lam đậm) và thị trường chung EU.

Nhiều nhà kinh tế đã đề xuất một loạt các chính sách hướng tới việc kiểm soát nợ công đang tăng cao gây ra bởi sự thất thu về nguồn thuế, đồng thời kết hợp với các biện pháp thắt lưng buộc bụng quyết liệt bằng việc nâng mức thuế suất lên cao hơn. Một số nhà hoạch định chính sách cấp cao của Đức thậm chí còn yêu cầu các biện pháp cứng rắn hơn khi yêu cầu các gói cứu trợ khẩn cấp dành cho các nước nhận viện trợ đặc biệt là Hy Lạp phải đi kèm với những mức hình phạt nghiêm ngắc. Điều đáng chú ý là ngân sách của chính phủ Tây Ban Nha đã duy trì được mức thặng dư trong nhiều năm trước khi cuộc khủng hoảng tài chính toàn cầu diễn ra và nhờ vậy mà các khoản nợ của nước này không bị xếp vào diện quá mức cho phép.
Đầu năm 2010, tỷ lệ nợ công trên GDP của Tây Ban Nha thậm chí còn thấp hơn cả Anh, Pháp và Đức. Mặc dù vậy thì những nhà bình luận đã chỉ ra rằng sự phục hồi kinh tế của Tây Ban Nha là rất mong manh do nợ công đang tăng nhanh khiến các ngân hàng địa phương gặp phải những khó khăn để có thể xin được những gói cứu trợ trị giá lớn, triển vọng tăng trưởng trong tương lai được dự báo là ảm đạm dẫn đến việc chính phủ trung ương buộc phải hạn chế các khoản chi của các chính phủ địa phương cũng như kiểm soát nguồn thu của họ. Tây Ban Nha hoạt động theo cơ cấu các chính phủ địa phương và trung ương phải chia sẻ trách nhiệm cho nhau kể từ năm 1975, chính vì vậy mà khi trách nhiệm trong việc chi tiêu đa phần do các vùng địa phương phải gánh chịu thì sẽ rất khó để chính phủ trung ương có thể nhận được sự ủng hộ trong việc cắt giảm một lượng lớn chi tiêu đến từ các chính phủ địa phương vốn đã rất ngoan cố.
Ngày 23 tháng 5 năm 2010, chính phủ đã tiếp tục ban bố các biện pháp thắt lưng buộc bụng nghiêm ngặt hơn nữa nhằm củng cố thêm cho kế hoạch đầy tham vọng dự kiến sẽ được công bố vào tháng 1 năm sau.
Tính đến tháng 9 năm 2011, các ngân hàng Tây Ban Nha nắm giữ một lượng trái phiếu chính phủ cao kỷ lục là 142 tỷ EUR. Tháng 12 năm 2011 các cuộc đấu giá lượng trái phiếu "rất có khả năng đã được bảo đảm" bởi JPMorgan Chase.
Cho đến quý 2 năm 2012, các ngân hàng của Tây Ban Nha đã được cơ quan quản lý cho phép ghi nhận các loại tài sản liên quan đến bất động sản ở mức giá cao hơn giá thị trường. Do vật mà các nhà đầu tư có ý định mua bán các loại trái phiếu, cổ phiếu ngành ngân hàng đã phải tỏ ra thận trọng khi mà những ngôi nhà ở Tây Ban Nha đang không thể được bán đúng theo giá trị sổ sách sau khi đất đai bị bỏ trống trong một khoảng thời gian dài.

#### Khủng hoảng việc làm

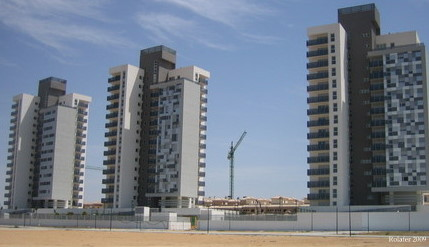
Các toàn nhà chung cư Torres de la Casería de Ossio ở San Fernando được hoàn thành xây dựng vào năm 2007. Sự sụp đổ của ngành xây dựng Tây Ban Nha đang trong thời kỳ bùng nổ lúc đó chính là nguyên nhân chủ yếu gây ra tình trạng thất nghiệp gia tăng lên mức cao kỷ lục.

Mặc dù ở một múc độ nào đó, nền kinh tế ngầm của Tây Ban Nha đã phần nào che lấp đi con số thất nghiệp thực tế thấp hơn so với các con số được báo cáo chính thức thì vấn đề việc làm vẫn là một điểm yếu cố hữu dài hạn của nền kinh tế quốc gia này. Tỷ lệ thất nghiệp cơ cấu năm 2014 của Tây Ban Nha được ước tính rơi vào khoảng 18%.
Nhờ vào những sự cải cách mang tính toàn diện trong suốt giai đoạn nửa sau của những năm 1990 và 2000, tỷ lệ thất nghiệp của Tây Ban Nha đã đạt được mức thấp kỷ lục vào năm 2007 với khoảng 8%, thậm chí một số vùng còn gần như đạt được trạng thái toàn dụng lao động. Mặc dù vậy vào tháng 10 năm 2008 tỷ lệ việc làm của Tây Ban Nha đã phải hứng chịu một bước thụt lùi nghiêm trọng khi tỷ lệ thất nghiệp ngang bằng với mức của năm 1996. Trong giai đoạn từ tháng 10 năm 2007 - tháng 10 năm 2008 tình trạng thất nghiệp rơi vào một cuộc khủng hoảng nghiêm trọng nhất trong lịch sử khi tỷ lệ đạt mức cao nhất trong số tất cả các cuộc khủng hoảng kinh tế từng xảy ra trong quá khứ kể cả năm 1993. Cụ thể vào tháng 10 năm 2008, tỷ lệ thất nghiệp tại Tây Ban Nha đạt mức cao kỷ lục.
Tháng 7 năm 2009, 1,2 triệu việc làm đã biến mất chỉ trong vòng 1 năm trên khắp đất nước. Trong đó ngành xây dựng nhà ở đang rơi vào tình trạng quá khổ góp phần lớn trong con số này. Từ năm 2009, hàng ngàn người nhập cư đã bắt đầu rời đi mặc dù một số vẫn cố gắng tiếp tục cư trú ở Tây Ban Nha do điều kiện nghèo nàn ở quốc gia bản địa. Nhìn chung, vào đầu năm 2013, Tây Ban Nha đã ghi nhận con số tỷ lệ thất nghiệp cao kỷ lục rơi vào khoảng 27%.

#### Khủng hoảng thất nghiệp của giới trẻ
Vào đầu những năm 1990, Tây Ban Nha đã phải trải qua một giai đoạn khủng hoảng kinh tế do hậu quả của thời kỳ các nền kinh tế lớn ở châu Âu phát triển nhanh quá mức dẫn đến việc tỷ lệ thất nghiệp gia tăng. Nhiều thanh niên ở Tây Ban Nha bị mắc kẹt trong vòng xoáy của những công việc tạm thời, dẫn đến việc tạo ra một tầng lớp lao động thứ cấp phải làm những công việc thường xuyên bị giảm lương, thiếu ổn định công và gần như không có cơ hội thăng tiến. Hậu quả là rất nhiều người trẻ tuổi ở Tây Ban Nha mà chủ yếu là những người chưa kết hôn đã di cư đến các quốc gia khác để tìm kiếm cơ hội việc làm và cải thiện chất lượng cuộc sống, điều này dẫn đến việc tại Tây Ban Nha chỉ còn một số lượng nhỏ người trẻ trưởng thành số dưới mức chuẩn nghèo. Tây Ban Nha đã phải tiếp tục trải qua một cuộc khủng hoảng kinh tế khác vào những năm 2000 tiếp tục thúc đẩy người dân Tây Ban Nha di cư đến các nước láng giềng nơi có những công việc ổn định và tình hình kinh tế khả quan hơn. Tình trạng thất nghiệp ở người trẻ tuổi tiếp tục là  một vấn đề đau đầu của Tây Ban Nha khiến các nhà nghiên cứu Anita Wölfl phải đưa ra những giải pháp giúp nước này giảm tỷ lệ thất nghiệp thông qua việc đưa các chương trình về thị trường lao động và hỗ trợ tìm kiếm việc làm tiếp cận với những người trẻ có nguy cơ thất nghiệp. Cô cho rằng biện pháp này có thể giúp cải thiện thị trường lao động đang suy yếu của Tây Ban Nha do những vấn đề trong việc chuyển đổi từ các cấp học sang giai đoạn tìm kiếm những công việc dài hạn. Để đề ra giải pháp cho vấn đền này, Wölfl cho rằng cần phải nâng cao các kiến thức được dạy trong nhà trường sao cho phù hợp với các công việc thực tế nhất.

##### Sự phục hồi của thị trường việc làm
Vào tháng 5 năm 2012, một chương trình cải cách toàn diện đã được đưa ra để hướng tới việc tăng tính linh động cho thị trường bằng cách gỡ bỏ những khó khăn trong quy định về việc sa thải để nâng cao niềm tiên của các doanh nghiệp. Quý 2 năm 2014, nền kinh tế Tây Ban Nha đã đảo ngược mức tăng trưởng âm và bắt đầu tạo ra được thêm việc làm lần đầu tiên kể từ năm 2008.
Chương trình cải cách này đã bắt đầu cho một chuỗi những tháng ngày liên tiếp lập kỷ lục về tỷ lệ việc làm. Đây có thể coi là một điều bất ngờ và phi thường khi mà số lượng việc làm được tạo ra đã lập chuỗi kỷ lục về thời gian tăng liên tiếp kể từ khi số liệu thống kê việc làm hàng quý được duy trì (kể từ năm 1964). Chương trình cải cách lao động có một ý nghĩa vô cùng quan trọng; nó đã giúp Tây Ban Nha vẫn có thể tạo ra việc làm ở tốc độ tăng trưởng GDP thấp hơn so với trước: trong những năm trước đây, tỷ lệ việc làm chỉ tăng khi tốc độ tăng trưởng đạt mức 2% trong khi ngày nay chỉ là 1,2%.
Mặt khác thì công đoàn, các đảng cánh tả và trung tả đã đưa ra những lời chỉ trích và đề nghị ngừng tiếp tục duy trì chương trình cải cách này với lý do là nó làm cán cân quyền lực nghiêng hẳn về phía giới chủ. Bên cạnh đó, nhiều hợp đồng việc làm mới được tạo ra chỉ mang tính chất tạm thời.
Tốc độ tăng trưởng GDP cao hơn dự kiến đã mở đường cho sự giảm xuống của tỷ lệ thất nghiệp. Kể từ năm 2014, những con số thống kê chính thức về thất nghiệp đã duy trì mức giảm đều đặn hàng năm. Năm 2016 tỷ lệ thất nghiệp ở Tây Ban Nha đã giảm mạnh nhất từ trước đến nay khi mà vào thời điểm cuối năm nước này đã khôi phục được 1,7 triệu việc làm trong tổng số hơn 3,5 triệu việc làm bị mất trong thời kỳ suy thoái. Quý 4 năm 2016, tỷ lệ thất nghiệp của Tây Ban Nha giảm xuống còn 18,6%, mức thấp nhất trong vòng 7 năm. Tháng 4 năm 2017, quốc gia này đã ghi nhận sự sụt giảm mạnh nhất về số người thất nghiệp trong một tháng trong toàn bộ chuỗi lịch sử cho đến nay. Số việc làm được tạo ra tiếp tục tăng lên một cách nhanh chóng; tháng 5 năm 2017 đã trở thành tháng 5 có mức an sinh xã hội tốt nhất kể từ khi kỷ lục này được thiết lập vào năm 2001 đồng thời đây cũng là tháng ghi nhận số người thất nghiệp đã giảm xuống mức thấp nhất kể từ tháng 6 năm 2009.
Với tỷ lệ thất nghiệp là 17,2% trong quý 2 năm 2017, số người thất nghiệp lần đầu tiên giảm xuống mức 4 triệu người kể từ năm 2008, đây là giai đoạn mà Tây Ban Nha ghi nhận mức giảm thất nghiệp hàng quý mạnh nhất cho đến nay (bắt đầu từ năm 1964). Năm 2018, tỷ lệ thất nghiệp lần đầu tiên được ghi nhận ở mức thấp hơn 15% kể từ năm 2008 khi mà cuộc khủng hoảng bắt đầu, tỷ lệ thất nghiệp trong năm này là 14,6%.
Năm 2019, Chính phủ xã hội chủ nghĩa Pedro Sánchez đã nâng mức lương tối thiểu thêm 22% nhằm thúc đẩy nhu cầu tìm kiếm việc làm và khuyến khích chi tiêu.Các thành viên của phe đối lập cho rằng việc nâng mức lương tối thiểu từ 858 EUR lên thành 1050 EUR một tháng có thể sẽ có tác động tiêu cực lên 1,2 triệu công nhân do những người sử dụng lao động không có khả năng chi trả cho khoản tiền tăng thêm như đã nêu ở trên.

#### Sự cắt giảm các quỹ của Liên minh châu Âu
Nguồn vốn đóng góp của EU cho các quốc gia nghèo hơn trong khối từng giữ một vai trò quan trọng để nâng cao vị thế về mặt kinh tế của Tây Ban Nha kể từ khi nước này chính thức gia nhập EEC. Tuy nhiên kể từ năm 1990 nguồn vốn này đã bị cắt giảm đi đáng kể do những tiêu chuẩn hóa về mặt kinh tế đối với các quốc gia khác cũng như những tác động từ sự mở rộng của EU. Mặt khác, các quỹ nông nghiệp từ Chính sách Nông nghiệp Chung của Liên minh Châu Âu (CAP) hiện lại được trải rộng trên nhiều quốc gia hơn.
Với việc Liên minh châu Âu được mở rộng vào các năm2004 và 2007, nhiều quốc gia kém phát triển hơn đã được gia nhập vào khối làm giảm mức thu nhập bình quân đầu người trung bình (hay GDP bình quân đầu người), điều này khiến Tây Ban Nha không còn được coi là một quốc gia tương đối kém phát triển trong khối nữa mà được nâng lên xếp vào nhóm nước có thu nhập bình quân ngang hay thậm chí là cao hơn so với mức trung bình của EU. Dần dần Tây Ban Nha trở thành nước có đóng góp ròng cho các quỹ của khối để hỗ trợ các nước kém phát triển hơn thay vì được nhận những khoản vốn từ quỹ này.

#### Giai đoạn nền kinh tế phục hồi (2014–2020)
Với mức tăng trưởng là 3,2% được ghi nhận vào năm 2015, Tây Ban Nha đã trở thành nước có tốc độ tăng trưởng GDP nhanh nhất so với các nền kinh tế lớn hơn trong khu vực EU. Chỉ trong vòng 2 năm (2014–2015), nền kinh tế Tây Ban Nha đã phục hồi được 85% tổng số GDP mất đi do cuộc khủng hoảng kéo dài từ năm 2009-2013, sự phục hồi này khiến một số nhà phân tích quốc tế gọi đây là "tác phẩm cải cách cơ cấu".
Quý 2 năm 2016 đánh dấu nền kinh tế Tây Ban Nha có được quý thứ 12 liên tiếp tăng trưởng, đây được coi là một thành tích vượt trội so với phần còn lại của khu vực châu Âu. Đà tăng trưởng được duy trì trong những quý tiếp theo giú tốc độ tăng trưởng cả năm vượt trên kỳ vọng và đạt mức 3,2 phần trăm vào năm 2016, con số này cao gần gấp đôi so với mức trung của của khu vực EU.
Quý 2 năm 2017 Tây Ban Nha chính thức phục hồi được toàn bộ GDP đã mất trong suốt cuộc khủng hoảng kinh tế trước đó và lần đầu tiên vượt mức sản lượng đã đạt được vào năm 2008. Nền kinh tế Tây Ban Nha được dự báo sẽ tiếp tục là nền kinh tế hoạt động tốt nhất trong số các nền kinh tế lớn của EU vào năm 2017.
Một trong những động lực chính của sự phục hồi chính là thương mại quốc tế đã từ từ tăng trưởng mạnh mẽ được thúc đẩy bởi sự gia tăng đáng kinh ngạc về năng suất lao động. Trong suốt giai đoạn kinh tế suy thoái, Tây Ban Nha đã giảm đáng kể lượng hàng nhập khẩu và gia tăng xuất khẩu đồng thời tiếp tục thu hút được lượng khách du lịch ngày càng tăng; kết quả là sau 3 thập kỷ nhập siêu, nước này đã đặt được thặng dư thương mại vào năm 2013 và tiếp tục được củng cố vào năm 2014 và 2015. Xuất khẩu đã tăng vọt, từ khoảng 25% (2008) lên 33% GDP (2016) nhờ vào chính sách phá giá tiền tệ (tiền lương đã giảm đi một nửa trong giai đoạn 2008-2016), nỗ lực tìm kiếm những thị trường mới và sự phục hồi nhẹ của nền kinh tế các nước châu Âu.

## Dữ liệu
Bảng dưới đây cho biết các chỉ tiêu kinh tế chính trong giai đoạn 1980–2018. Lạm phát dưới 2% có màu xanh lục.
| Năm  | GDP (tỷ euro) | GDP bình quân đầu người (euro) | Tốc độ tăng trưởng GDP (thực tế) | Tỷ lệ lạm phát (%) | Tỷ lệ thất nghiệp (%) | Nợ chính phủ (% GDP) |
| ---- | ------------- | ------------------------------ | -------------------------------- | ------------------ | --------------------- | -------------------- |
| 1980 | 99,0          | 2.627                          | 1,2%                             | 15,6%              | 11,0%                 | 16,6%                |
| 1981 | 112,8         | 2.967                          | −0.4%                            | 14,5%              | 13,8%                 | 20,0%                |
| 1982 | 129,6         | 3.390                          | 1,2%                             | 14,4%              | 15,8%                 | 25,1%                |
| 1983 | 147,9         | 3.851                          | 1,7%                             | 12,2%              | 17,2%                 | 30,3%                |
| 1984 | 165,7         | 4.299                          | 1,7%                             | 11,3%              | 19,9%                 | 37,1%                |
| 1985 | 184,7         | 4.775                          | 2,4%                             | 8,8%               | 21,3%                 | 42,1%                |
| 1986 | 210,6         | 5.429                          | 3,4%                             | 8,8%               | 20,9%                 | 43,3%                |
| 1987 | 235,1         | 6.046                          | 5,7%                             | 5,2%               | 20,2%                 | 43,1%                |
| 1988 | 260,8         | 6.693                          | 5,3%                             | 4,8%               | 19,2%                 | 39,6%                |
| 1989 | 292,5         | 7.491                          | 5,0%                             | 6,8%               | 17,2%                 | 41,0%                |
| 1990 | 326,1         | 8.337                          | 3,8%                             | 6,7%               | 16,2%                 | 42,5%                |
| 1991 | 357,9         | 9.126                          | 2,5%                             | 5,9%               | 16,3%                 | 43,1%                |
| 1992 | 385,4         | 9.795                          | 0,9%                             | 7,1%               | 18,4%                 | 45,4%                |
| 1993 | 401,7         | 10.177                         | −1,3%                            | 4,6%               | 22,6%                 | 56,2%                |
| 1994 | 425,9         | 10.761                         | 2,3%                             | 4,7%               | 24,1%                 | 58,7%                |
| 1995 | 458,5         | 11.559                         | 4,1%                             | 4,7%               | 22,9%                 | 63,4%                |
| 1996 | 485,9         | 12.219                         | 2,4%                             | 3,6%               | 22,0%                 | 67,5%                |
| 1997 | 516,7         | 12.961                         | 3,9%                             | 1,9%               | 20,6%                 | 66,2%                |
| 1998 | 553,2         | 13.827                         | 4,5%                             | 1,8%               | 18,6%                 | 64,2%                |
| 1999 | 594,7         | 14.787                         | 4,7%                             | 2,2%               | 15,6%                 | 62,5%                |
| 2000 | 646,2         | 15.935                         | 5,0%                             | 3,5%               | 13,6%                 | 58,0%                |
| 2001 | 699,5         | 17.160                         | 4,0%                             | 3,6%               | 10,5%                 | 54,2%                |
| 2002 | 749,3         | 18.088                         | 2,9%                             | 3,1%               | 11,5%                 | 51,3%                |
| 2003 | 803,5         | 19.041                         | 3,2%                             | 3,0%               | 11,5%                 | 47,6%                |
| 2004 | 861,4         | 20.099                         | 3,2%                             | 3,0%               | 11,0%                 | 45,3%                |
| 2005 | 930,6         | 21.313                         | 3,7%                             | 3,4%               | 9,2%                  | 42,3%                |
| 2006 | 1.007,9       | 22.722                         | 4,2%                             | 3,5%               | 8,4%                  | 38,9%                |
| 2007 | 1.080,8       | 23.893                         | 3,8%                             | 2,8%               | 8,2%                  | 35,5%                |
| 2008 | 1.116,2       | 24.275                         | 1,1%                             | 4,1%               | 11,2%                 | 39,4%                |
| 2009 | 1.079,0       | 23.272                         | −3,6%                            | −0,3%              | 17,9%                 | 52,7%                |
| 2010 | 1.080,9       | 23.215                         | 0,0%                             | 1,8%               | 19,9%                 | 60,1%                |
| 2011 | 1.070,4       | 22.904                         | −1,0%                            | 3,2%               | 21,4%                 | 69,5%                |
| 2012 | 1.039,8       | 22.324                         | −3,0%                            | 2,4%               | 24,8%                 | 85,7%                |
| 2013 | 1.025,7       | 22.014                         | −1,7%                            | 1,4%               | 26,1%                 | 95,5%                |
| 2014 | 1.037,8       | 22.340                         | 1,4%                             | −0,1%              | 24,4%                 | 100,4%               |
| 2015 | 1.080,0       | 23.271                         | 3,4%                             | −0,5%              | 22,0%                 | 99,4%                |
| 2016 | 1.118,5       | 24.107                         | 3,3%                             | −0,2%              | 19,6%                 | 98,9%                |
| 2017 | 1.163,6       | 25.115                         | 3,1%                             | 2,0%               | 17,2%                 | 98,4%                |
| 2018 | 1.208,2       | 25.306                         | 2,7%                             | 1,7%               | 15,4%                 | 97,2%                |
| 2019 | 1.263,1       | 25.896                         | 2,2%                             | 1,5%               | 14,6%                 | 95,1%                |

## Hệ thống ngân hàng

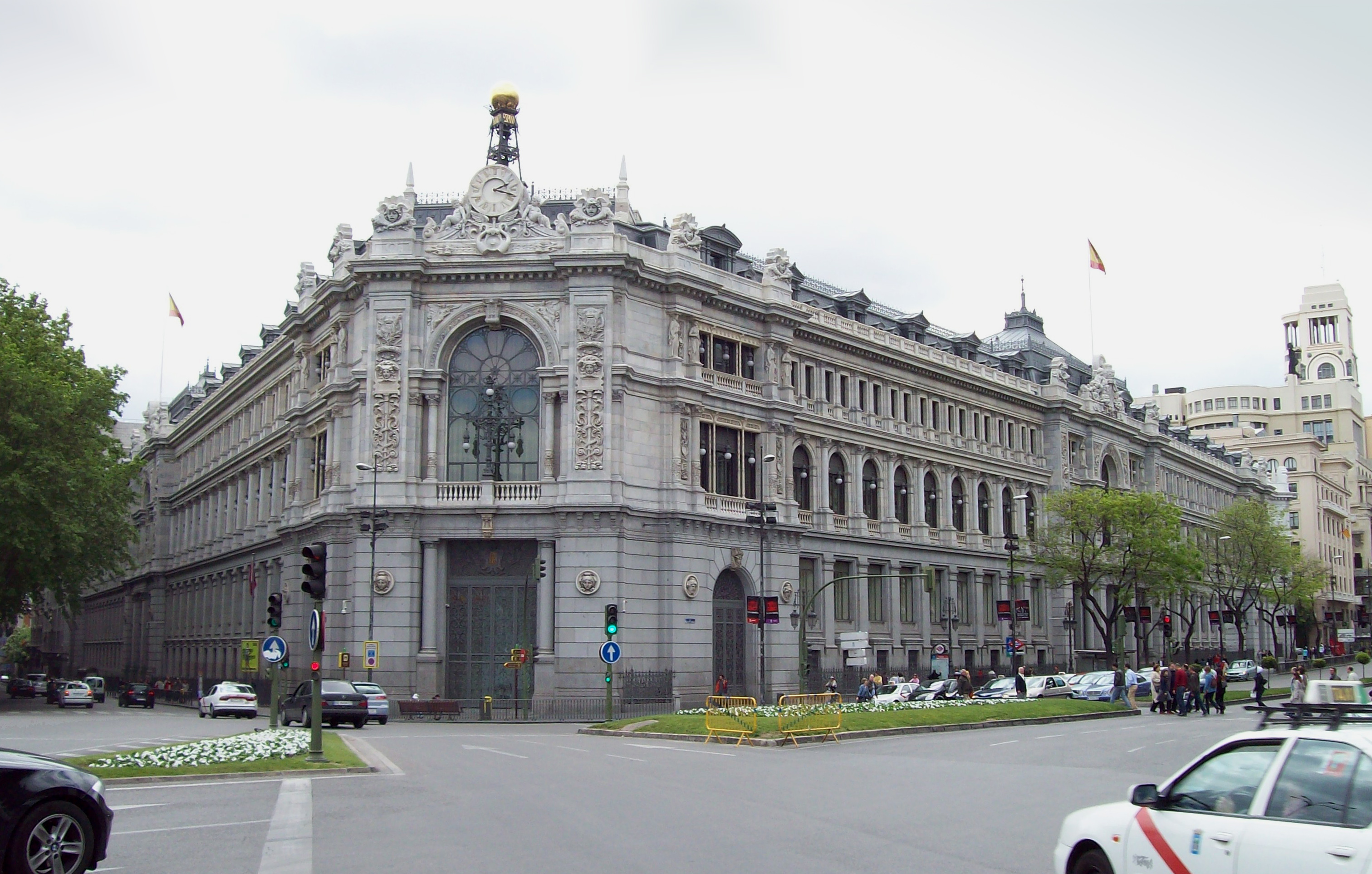
Trụ sở của Ngân hàng Tây Ban Nha ở Madrid

Các ngân hàng thương mại tư nhân Tây Ban Nha có vai trò trung tâm trong việc phát triển kinh tế đất nước nhờ hưởng lợi từ vai trò chủ nợ của của nhà nước trong thế kỷ 19, khả năng làm thanh khoản nợ công và những thỏa thuận về độc quyền được nhà nước chấp thuận từng kéo dài từ đầu thế kỷ 20 đến cuối những năm 1980 khi các quy tắc của châu Âu buộc chính phủ Tây Ban Nha phải tự do hóa lĩnh vực ngân hàng. Có ý kiến cho rằng những thỏa thuận có lợi dành cho các ngân hàng thương mại lớn của Tây Ban Nha cùng với mối quan hệ gần gũi của các ngân hàng này với Ngân hàng Tây Ban Nha (Banco de España) được thiết lập sau sự kết thúc của chế độ độc tài Franco đã tạo ra mối quan hệ hợp tác giữa lĩnh vực công và tư để tái cơ cấu những ngân hàng thương mại lớn trở thành hai ngân hàng có quy mô lớn (Santander và BBVA) nhằm chuẩn bị cho sự cạnh tranh và mở rộng trên trường quốc tế sau khi thị trường ngân hàng châu Âu được hội nhập vào năm 1992. Cùng với chủ nghĩa trọng thương tài chính mang lại lợi ích cho ngành ngân hàng thương mại này, các nhà quản lý Tây Ban Nha còn cho phép mở rộng hàng loạt hệ thống các ngân hàng phi lợi nhuận mà chủ yếu do chính phủ các vùng tài trợ, đây đều là những đối tượng đã tiếp xúc nhiều với các lĩnh vực thế chấp nhà ở và phát triển bất động sản trong giai đoạn nền kinh tế bùng nổ 1999–2007.
Trước năm 2010, hệ thống ngân hàng của Tây Ban Nha được đánh giá là một trong những hệ thống ngân hàng vững chắc nhất của phương tây trong việc đối phó với cuộc khủng hoảng về tính thanh khoản mà rất nhiều hệ thống ngân hàng trên toàn thế giới đang bị vướng vào, điều này có được là nhờ các quy tắc cũng như thông lệ ngân hàng mang tính bảo thủ của nước này. Theo đó thì các ngân hàng buộc phải có mức dự phòng vốn cao và yêu cầu nhiều khoản bảo lãnh và bảo đảm khác nhau đối với những người có ý định đi vay. Những quy tắc mang tính ràng buộc này đã giúp các ngân hàng lớn có sự đa dạng trong tầm hoạt động địa lý và lĩnh vực kinh doanh như BBVA và Santander vượt qua được giai đoạn giảm phát của ngành bất động sản nhanh hơn so với kỳ vọng. Nhờ cậy mà các ngân hàng thương mại lớn của Tây Ban Nha có thể tận dụng vị thế vững chắc của mình để mua lại tài sản của những ngân hàng đang gặp khó khăn ở châu Âu và Hoa Kỳ.
Mặc dù vậy cuộc khủng hoảng chưa từng có đối với ngành bất động sản Tây Ban Nha đã buộc các ngân hàng tiết kiệm địa phương nhỏ hơn ("Cajas") phải trì hoãn việc đăng ký các khoản nợ xấu đặc biệt là những khoản vay được thế chấp bằng nhà và đất để tránh phải khai báo lỗ. Tháng 6 năm 2009 chính phủ Tây Ban Nha đã buộc phải thiết lập quỹ tái thiết và cứu trợ ngân hàng mang tên Fondo de reestructuración ordenada bancaria (FROB) được dịch sang tiếng Việt là Quỹ Tái cấu trúc trật tự Ngân hàng. Theo đó Nhà nước sẽ can thiệp vào công việc của các ngân hàng tiết kiệp địa phương do rủi ro vỡ nợ là ít đáng lo ngại hơn so với dự tính. Vào ngày 22 tháng 5 năm 2010, Banco de España đã mua lại "CajaSur", đây là một phần kế hoạch của chương trình quốc gia nhằm giúp các ngân hàng nhỏ lẻ của Tây Ban Nha thiết lập một nền tảng tài chính bền vững. Vào tháng 12 năm 2011, Ngân hàng trung ương Tây Ban Nha Banco de España (có vai trò tương tự như Cục Dự trữ Liên bang Mỹ) đã buộc phải sát nhập "Caja Mediterraneo", hay còn được biết đến với cái tên CAM (một ngân hàng tiết kiệm địa phương) giúp nó tránh khỏi sự sụp đổ về mặt tài chính.
Công ty kiểm toán quốc tế PriceWaterhouseCooper (PwC) ước tính rằng sự chênh lệch mất cân đối giữa tài sản và nợ của CAM có thể lên đến 3.500 triệu euro chưa tính đến tập đoàn công nghiệp. Tình trạng rắc rối đã lên đển đỉnh điểm khi Bankia bị quốc hữu hóa một phần vào tháng 5 năm 2012. Đến lúc này rõ ràng các khoản lỗ ngày càng tăng của các ngân hàng tiết kiệm do ngành bất động sản suy yếu đã làm mất dần niềm tin của các nhà đầu tư vào trái phiếu chính phủ Tây Ban Nha khiến cuộc khủng hoảng nợ công càng thêm trầm trọng.
Vào đầu tháng 6 năm 2012, Tây Ban Nha đã yêu cầu một quỹ trị giá 41 tỷ euro từ Liên minh châu Âu "để tái cấp vốn cho các ngân hàng đang gặp khó khăn của nước này". Đây không phải là một gói cứu trợ quốc tế chỉ được dùng để tái cơ cấu lại ngành ngân hàng (một gói cứu trợ chính thức cho một nền kinh tế có quy mô như Tây Ban Nha sẽ phải gấp mười hoặc mười hai lần số tiền đó). Đổi lại hạn mức tín dụng sẽ phải do EMS cung cấp mà không có thuế hoặc các điều kiện kinh tế vĩ mô ràng buộc.
Tính đến năm 2017 tổng chi phí ước tính để tái cấu trúc các ngân hàng tiết kiệm bị phá sản của Tây Ban Nha là 60,7 tỷ euro, trong đó gần 41,8 tỷ euro do nhà nước chi trả thông qua FROB và phần còn lại do khu vực ngân hàng. Mặc dù vậy thì con số này sẽ được coi là không đáng tin cậy cho đến khi các ngân hàng đi vay bị kiểm soát bởi Nhà nước (như Bankia và BMN) được tư nhân hóa. Về vấn đề này, vào đầu năm 2017, chính phủ Tây Ban Nha đã xem xét việc sáp nhập cả hai ngân hàng trước khi tư nhân hóa ngân hàng hỗn hợp để thu lại khoảng 400 triệu euro chi phí cứu trợ.
Trong suốt giai đoạn chuyển đổi này, hầu hết các ngân hàng tiết kiệm địa phương như CAM, Catalunya Banc, Banco de Valencia, Novagalicia Banco, Unnim Banc or Cajasur đã bị các ngân hàng lớn, quốc tế hóa hơn của Tây Ban Nha được cho là có những phương pháp quản lý tốt hơn mua lại.

## Giá năng lượng
Do thiếu các nguồn tài nguyên thiên nhiên trên lãnh thổ, Tây Ban Nha phải nhập khẩu toàn bộ các loại nhiên liệu hóa thạch. Bên cạnh đó, cho đến cuộc khủng hoảng năm 2008, nền kinh tế Tây Ban Nha đã cho thấy xu hướng lạm phát và chênh lệch lạm phát vốn ảnh hưởng đến năng suất chung của đất nước so với các nước EMU khác. Hơn nữa, việc Tây Ban Nha gia nhập EU đã làm mất đi khả năng có thể trông cậy vào chiến lược phá giá cạnh tranh, điều này có nguy cơ làm mất đi vĩnh viễn khả năng cạnh tranh tích lũy do lạm phát. Trong bối cảnh giá dầu tăng kỷ lục vào giữa những năm 2000 đồng nghĩa với áp lực khiến tỷ lệ lạm phát tiếp tục tăng lên. Vào tháng 6 năm 2008, tỷ lệ lạm phát đạt mức cao nhất trong 13 năm với mức 5,00%.
Giá dầu giảm mạnh sau đó vào nửa cuối năm 2008 cộng với sự bùng nổ của bong bóng bất động sản khiến mọi sự quan tâm chuyển sang sự lo ngại về nguy cơ giảm phát bởi Tây Ban Nha đã ghi nhận mức lạm phát thấp nhất trong vòng 40 năm qua vào tháng 1 năm 2009, không lâu sau đó vào tháng 3 năm 2009, tỷ lệ lạm phát nước này chạm ngưỡng con số âm lần đầu tiên kể từ khi những thống kê về lạm phát chính thức ra đời. Sau đó, ngoại trừ những lúc mà ngành dầu mỏ gặp cú sốc tạm thời thì tỷ lệ lạm phát của Tây Ban Nha thường quanh quẩn ở ngưỡng gần 0% trong suốt giai đoạn từ đầu năm 2009 đến 2016. Các nhà phân tích cho rằng điều này không đồng nghĩa với giảm phát bởi trên thực tế GDP của nước này đã tăng trưởng kể từ năm 2014, tiêu dùng trong nước cũng đã tăng trở lại và đặc biệt là lạm phát cơ bản vẫn được duy trì mức lớn hơn 0 một chút.
Thật vậy, khi tác động của việc giá nhiên liệu giảm đã qua đi, lạm phát ở mức vừa phải quanh ngưỡng 1-2% (nói cách khác là thấp hơn mục tiêu của ECB) đã quay trở lại vào năm 2017.

## Sức mạnh kinh tế

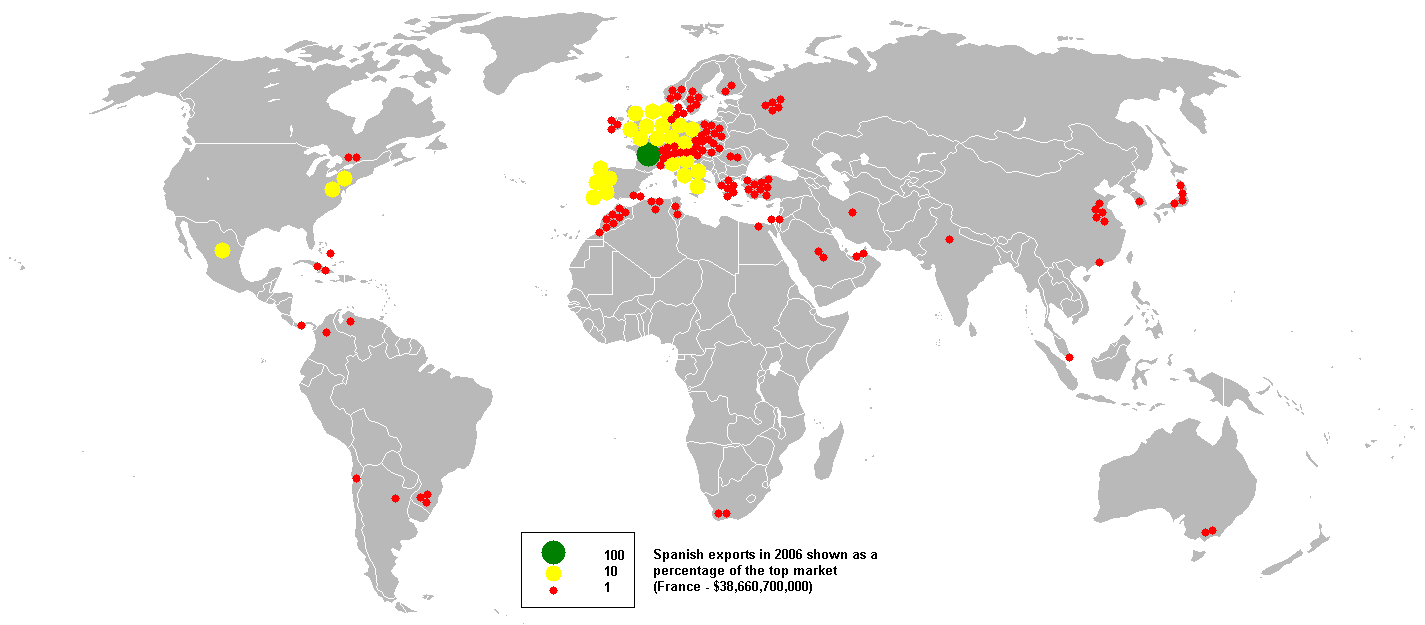
Bản đồ vị trí điểm đến các mặt hàng xuất khẩu của Tây Ban Nha năm 2006.

Kể từ những năm 1990, một số công ty Tây Ban Nha đã đạt được vị thế đa quốc gia khi thường mở rộng hoạt động của mình đến các nước thuộc khư vực Mỹ Latinh, Đông Âu và Châu Á mà có quan hệ gần gũi về mặt văn hóa. Tây Ban Nha là nhà đầu tư nước ngoài lớn thứ hai ở Mỹ Latinh sau Hoa Kỳ. Các công ty Tây Ban Nha cũng đã mở rộng sang châu Á, đặc biệt là ở Trung Quốc và Ấn Độ. Sự mở rộng mang tính toàn cầu từ sớm đã đem lại cho các công ty của Tây Ban Nha lợi thế cạnh tranh so với một số đối thủ ở trong nước và các nước láng giềng ở châu Âu. Một yếu tố khác đóng góp vào sự thành công của các công ty Tây Ban Nha phải kể đến sự bùng nổ của ngôn ngữ và văn hóa Tây Ban Nha tại châu Á và châu Phi, ngoài ta còn có cả văn hóa doanh nghiệp sẵn sàng học cách chấp nhận rủi ro ở những thị trường mang tính bất ổn.
Các công ty Tây Ban Nha đầu tư vào các lĩnh vực như công nghệ sinh học và dược phẩm hoặc năng lượng tái tạo (Iberdrola là nhà điều hành năng lượng tái tạo lớn nhất thế giới), công nghệ có Telefónica, Abengoa, Mondragon Corporation, Movistar, Gamesa, Hisdesat, Indra, nhà sản xuất xe lửa có CAF và Talgo, các tập đoàn toàn cầu như công ty sản xuất quần áo Inditex, công ty xăng dầu như Repsol và các công ty cơ sở hạ tầng. Sáu trong số mười công ty xây dựng quốc tế lớn nhất chuyên về giao thông là của Tây Ban Nha, bao gồm Ferrovial, Acciona, ACS, OHL và FCC.
Tây Ban Nha có một hệ thống ngân hàng vững chắc bao gồm hai ngân hàng quan trọng của hệ thống toàn cầu là Banco Santander và BBVA.

### Cơ sở hạ tầng
Trong ấn bản 2012–13 của Báo cáo cạnh tranh toàn cầu, Tây Ban Nha được xếp hạng thứ 10 trên thế giới về số lượng cơ sở hạ tầng hạng nhất. Đây là quốc gia cơ sở hạ tầng tốt thứ 5 của EU và xếp trển cả các quốc gia như Nhật Bản hay Hoa Kỳ. Đặc biệt, quốc gia này là nước đi đầu trong lĩnh vực đường sắt cao tốc với hệ thống đường sắt dài thứ hai thế giới (chỉ sau Trung Quốc) và các dự án đường sắt cao tốc hàng đầu với thương hiệu công nghệ Tây Ban Nha trên toàn thế giới.

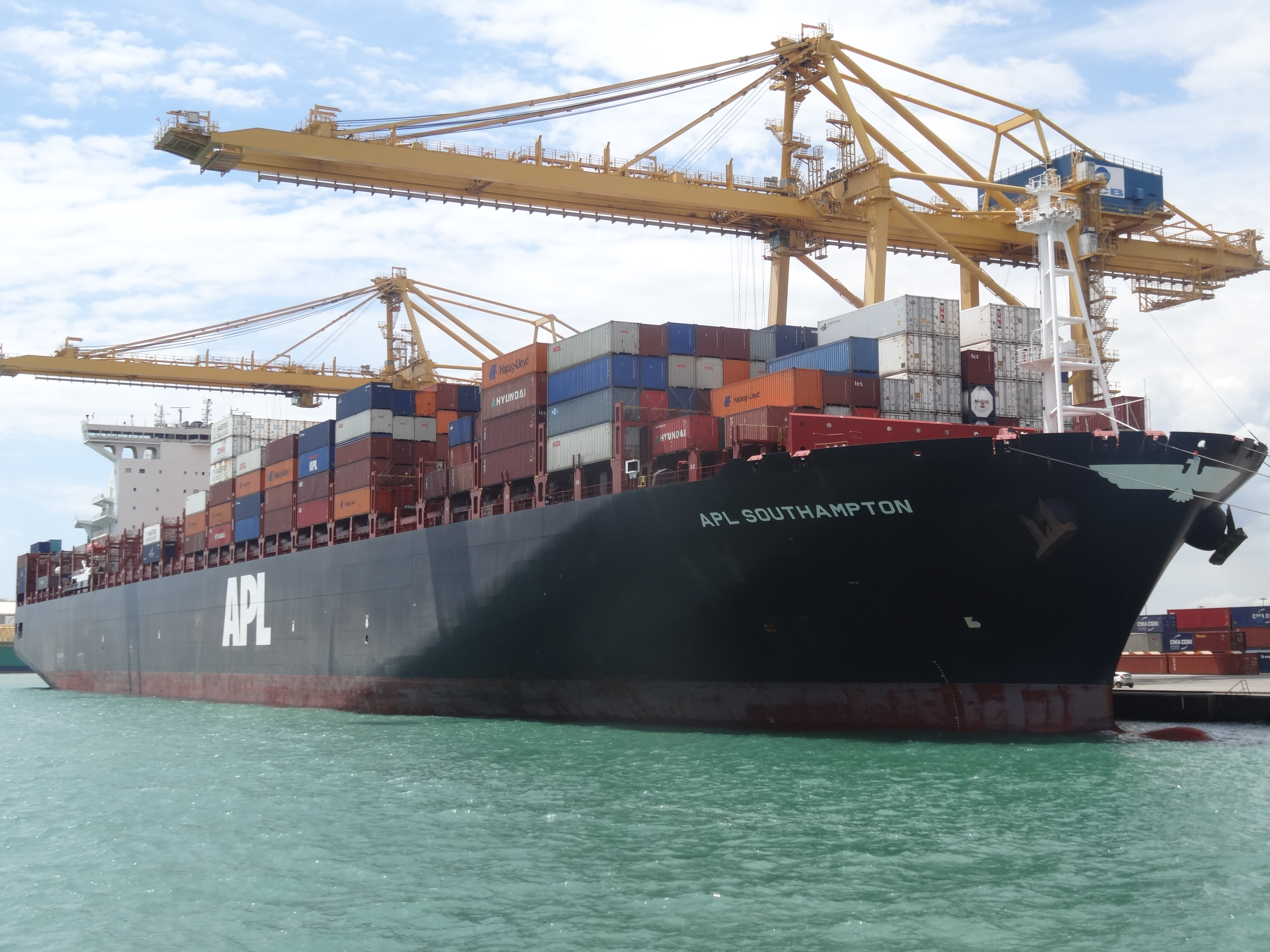
Tàu chở container ở cảng Barcelona.

Các công ty nhượng quyền của Tây Ban Nha quản lý tổng cộng 262 tương đương 36% cơ sở hạ tầng giao thông trên toàn thế giới theo bảng xếp hạng mới nhất được tổng hợp trên ấn phẩm Public Works Finance. Ba công ty hàng đầu thế giới có trụ sở tại Tây Ban Nha là: ACS, Global Vía và Abertis dựa theo bảng xếp hạng các công ty về số dự án vận hành và xây dựng đường bộ, đường sắt, sân bay và cảng biển nhượng quyền vào tháng 10 năm 2012. Nếu tính theo số vốn đầu tư thì nhà nhượng độc quyền đầu tiên trên thế giới là Ferrovial-Cintra với 72 tỷ euro, theo sát phía sau là ACS với 70,2 tỷ euro. Các công ty khác nằm trong top 10 của thế giới còn có Spanish Sacyr (21,50 tỷ), FCC và Global Vía (19,40 tỷ) và OHL (17,87 tỷ).
Trong năm 2013 các công ty xây dựng dân dụng của Tây Ban Nha đã ký những hợp đồng có tổng giá trị là 40 tỷ euro với các đối tác trên khắp thế giới, đây là một con số kỷ lục đối với ngành công nghiệp quốc gia.
Cảng Valencia là cảng biển bận rộn nhất ở vịnh Địa Trung Hải, thứ 5 ở châu Âu và thứ 30 thế giới. Trong số 125 cảnh biển bận rộn nhất thế giới thì còn có thêm 4 cảng biển khác là của Tây Ban Nha bao gồm (Algeciras, Barcelona, Las Palmas và Bilbao); theo đó, Tây Ban Nha được xếp ở vị trí thứ 3 cùng với Nhật Bản trong số các quốc gia dẫn đầu trong bảng xếp hạng này.

### Xuất khẩu tăng trưởng ổn định

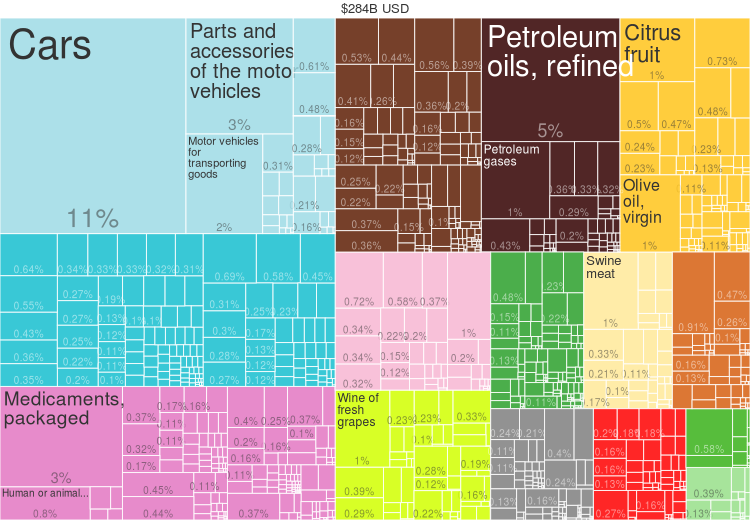
Sơ đồ cây về tỷ trọng các loại mặt hàng xuất khẩu của Tây Ban Nha (2014) từ [http://www.atlas.cid.harvard.edu/explore/tree_map/export/esp/all/show/2014/ Harvard Atlas of Economic Complexity

Trong thời kỳ kinh tế bùng nổ, thâm hụt thương mại của Tây Ban Nha đã tăng cao kỷ lục với mức tương đương 10% GDP (2007) cùng với khoản nợ nước ngoài đã phình to lên mức tương đương 170% GDP, đây là một trong những mức cao nhất trong số các nền kinh tế ở phương Tây. Sau đó vào giai đoạn mà nền kinh tế bước vào thời kỳ suy thoái, Tây Ban Nha đã cắt giảm đáng kể lượng hàng nhập khẩu do tiêu dùng nội địa giảm, trong khi đó mặc dù nền kinh tế toàn cầu đang bị suy thoái, nước này vẫn tăng số lượng hàng xuất khẩu và tiếp tục thu hút được lượng khác du lịch ngày càng tăng. Xuất khẩu của Tây Ban Nha tăng 4,2% trong năm 2013 và đây là tỷ lệ cao nhất trong khu vực Liên minh châu Âu. Kết quả là sau 3 thập kỷ thâm hụt thương mại, Tây Ban Nha đã đạt được thặng dư vào năm 2013. Export growth was driven by capital goods and the automotive sector and the forecast was to reach a surplus equivalent to 2.5% of GDP in 2014.
Xuất khẩu năm 2014 chiếm 34% tổng GDP, tăng từ con số 24% vào năm 2009.
Năm 2014 và 2015 Tây Ban Nha tiếp tục đạt được thặng dư thương mại.
Mặc dù xuất khẩu từ các nước thành viên EU giảm nhẹ trong cùng kỳ, xuất khẩu của Tây Ban Nha tiếp tục tăng trưởng và trong nửa đầu năm 2016, nước này đã phá vỡ kỷ lục xuất khẩu hàng hóa của chính mình từ trước cho đến nay khi đạt được tổng giá trị là 128,041 triệu euro; gần 67% trong số đó được xuất khẩu sang các nước EU khác. Cũng trong giai đoạn này, Tây Ban Nha là nước có xuất khẩu tăng trưởng nhanh nhất trong số 70 thành viên của Tổ chức Thương mại Thế giới (các thành viên của tổ chức này có tổng GDP chiếm 90% toàn cầu).
Năm 2016, xuất khẩu hàng hóa của Tây Ban Nha đạt mức cao lịch sử bất chấp sự suy thoái thương mại toàn cầu và chiếm tới 33% tổng GDP (so sánh với các nền kinh tế khác, Hoa KỲ là 12% GDP, Nhật Bản 18%, Trung Quốc 22% và Đức là 45%).
Nhìn chung năm 2017 số tiền thu được từ lượng hàng hóa bán ra nước ngoài của Tây Ban Nha đã tăng đều đặt liên tiếp trong vòng 7 năm kể từ năm 2010, với đường lối công nghiệp hóa thay thế nhập khẩu không có kế hoạch - một thành tích khá bất thường đối với Tây Ban Nha khi đang trong giai đoạn mở rộng - điều này cho thấy lợi ích cạnh tranh mang tính cơ cấu của nền kinh tế. According to the most recent 2017 data, about 65% of the country's exports go to other EU members.

## Các thành phần kinh tế
Chỉ số thị trường chứng khoán chuẩn của Tây Ban Nha là IBEX 35, tính đến năm 2016 các ngành dẫn đầu thị trường này là ngân hàng (gồm có Banco Santander và BBVA), quần áo (Inditex), viễn thông (Telefónica) và năng lượng (Iberdrola).

### Ngoại thương
Cho đến năm 2008, hầu hết lượng hàng xuất khẩu và nhập khẩu của Tây Ban Nha được thực hiện với các nước thuộc Liên minh Châu Âu: Pháp, Đức, Ý, Anh và Bồ Đào Nha.
Trong những năm gần đây hoạt động ngoại thương đã được chuyển dần sang các nước bên ngoài EU. Những bạn hàng chính của Tây Ban Nha gồm có các nước Mỹ Latinh, châu Á (Nhật Bản, Trung Quốc, Ấn Độ), châu Phi (Maroc, Algeria, Ấn Độ) và Hoa Kỳ. Các đối tác thương mại chính ở Châu Á là Nhật Bản, Trung Quốc, Hàn Quốc, Đài Loan. Ở châu Phi, các nước sản xuất dầu (Nigeria, Algeria, Libya) là những đối tác quan trọng cùng với Maroc. Các nước Mỹ Latinh là những đối tác thương mại rất quan trọng, như Argentina, Mexico, Cuba (du lịch), Colombia, Brazil, Chile (hàng thực phẩm) và Mexico, Venezuela và Argentina (dầu khí).  Lưu trữ ngày 17 tháng 11 năm 2018 tại Wayback Machine
Sau cuộc khủng hoảng bắt đầu vào năm 2008 dẫn đến sự sụp đổ của thị trường nội địa, Tây Ban Nha (từ năm 2010) đã quay ra tăng mạnh nguồn cung và số lượng hàng hóa xuất khẩu ra bên ngoài. Nước này đã đa dạng hóa các điểm đến truyền thống và tăng cường đáng kể lượng hàng bán ra là các sản phẩm công nghệ trung bình và cao đến các thị trường  có tính cạnh tranh cao như Mỹ và châu Á.  Lưu trữ ngày 17 tháng 11 năm 2018 tại Wayback Machine
| Nhập khẩu | Nhập khẩu      | Nhập khẩu     | Nhập khẩu | Nhập khẩu |
| Hạng      | Quốc gia       | Gái trị (USD) | %         |           |
| --------- | -------------- | ------------- | --------- | --------- |
|           | Thế giới       | 305.266MM     | 100,0%    |           |
| 1         | Đức            | 39.854MM      | 13,1%     |           |
| 2         | Pháp           | 33.031MM      | 10,8%     |           |
| 3         | Trung Quốc     | 26.474MM      | 8,7%      |           |
| 4         | Ý              | 19.241MM      | 6,3%      |           |
| 5         | Hoa Kỳ         | 14.247MM      | 4,7%      |           |
| 6         | Vương quốc Anh | 13.966MM      | 4,6%      |           |
| 7         | Hà Lan         | 12.706MM      | 4,2%      |           |
| 8         | Bồ Đào Nha     | 11.901MM      | 3,9%      |           |
| 9         | Bỉ             | 7.849MM       | 2,6%      |           |
| 10        | Algeria        | 7.198MM       | 2,4%      |           |

| Xuất khẩu | Xuất khẩu      | Xuất khẩu     | Xuất khẩu | Xuất khẩu |
| Hạng      | Quốc gia       | Giá trị (USD) | %         |           |
| --------- | -------------- | ------------- | --------- | --------- |
|           | Thế giới       | 278.122MM     | 100,0%    |           |
| 1         | Pháp           | 42.998MM      | 15,5%     |           |
| 2         | Đức            | 30.077MM      | 10,8%     |           |
| 3         | Ý              | 20.758MM      | 7,5%      |           |
| 4         | Vương quốc Anh | 20.258MM      | 7,3%      |           |
| 5         | Bồ Đào Nha     | 19.914MM      | 7,2%      |           |
| 6         | Hoa Kỳ         | 12.668MM      | 4,6%      |           |
| 7         | Hà Lan         | 8.820MM       | 3,2%      |           |
| 8         | Bỉ             | 7.384MM       | 2,7%      |           |
| 9         | Maroc          | 6.811MM       | 2,5%      |           |
| 10        | Thổ Nhĩ Kỳ     | 5.650MM       | 2,0%      |           |

### Du lịch

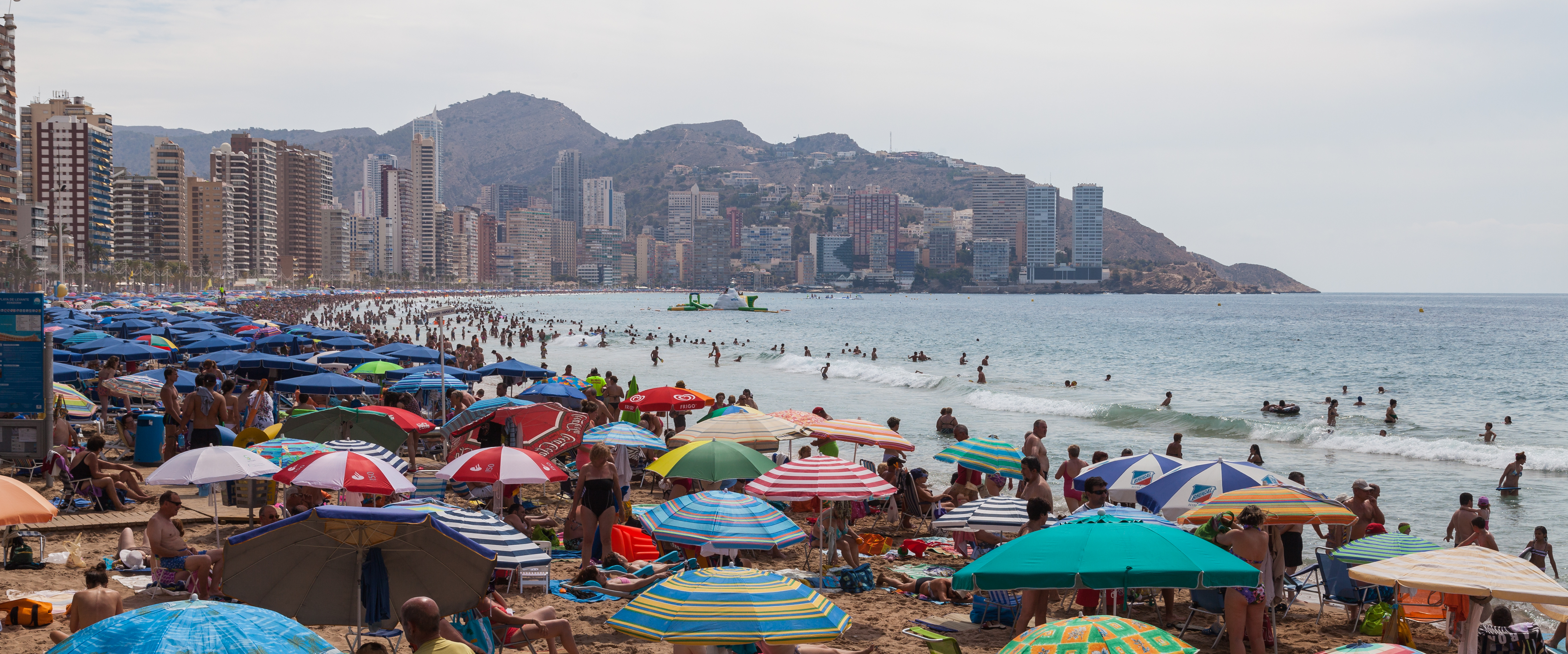
Bãi biển đông đúc những khách du lịch ở Benidorm.

Trong bốn thập kỷ qua, ngành du lịch quốc tế của Tây Ban Nha đã phát triển và biến nước này trở thành nước có ngành du lịch lớn thứ hai trên thế giới. Một cuộc khảo sát năm 2015 của Diễn đàn Kinh tế Thế giới đã công bố Tây Ban Nha là nước có ngành du lịch cạnh tranh nhất thế giới. Cuộc khảo sát năm 2017 tiếp tục cho một kết quả tương tự.
Đến năm 2018, Tây Ban Nha là quốc gia được du khách đến thăm nhiều thứ hai trên thế giới, vượt qua cả Mỹ và xếp ngay sau Pháp. Với 83,7 triệu lượt du khách, nước này đã phá kỷ lục về số lượng khách du lịch ghé thăm trong năm thứ 10 liên tiếp vào năm 2019.
Quy mô của ngành đã tăng từ khoảng 40 tỷ euro vào năm 2006 lên khoảng 77 tỷ euro vào năm 2016. Năm 2015, tổng số du khách đến từ nước ngoài và trong nước đã tạo ra gần 5% GDP cho nước này và cung cấp việc làm cho khoảng 2 triệu người.
Trụ sở chính của Tổ chức Du lịch Thế giới được đặt tại Madrid.

### Công nghiệp ô tô

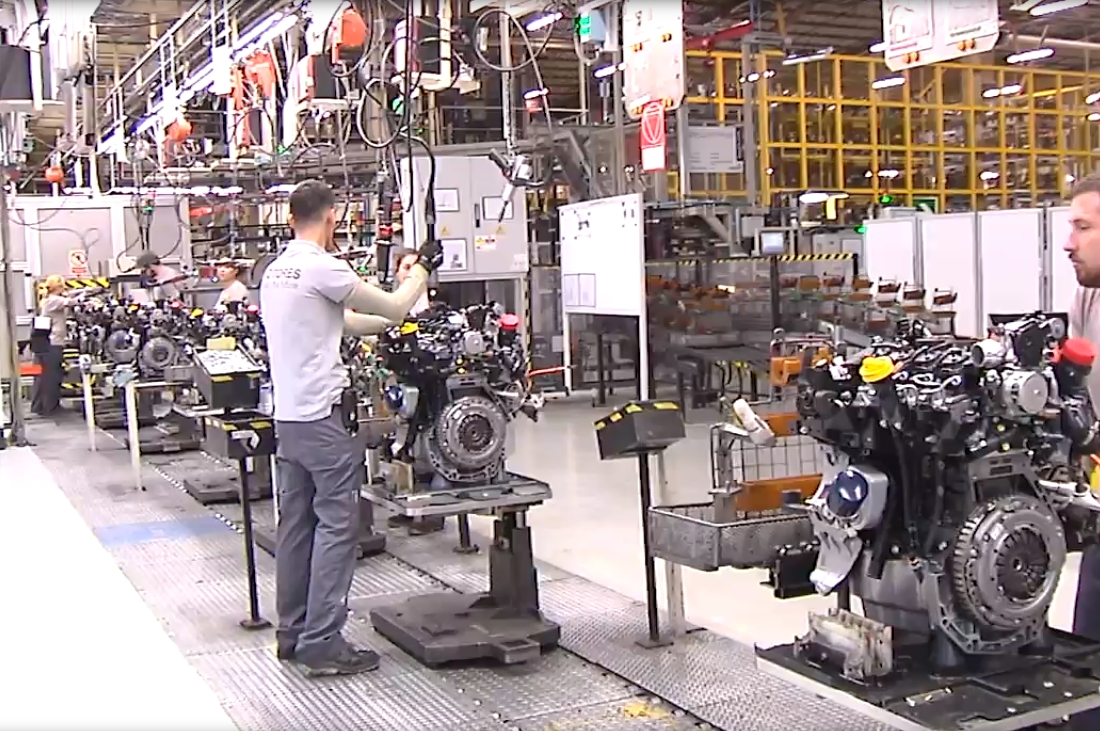
Sản xuất ô tô ở Valladolid

Ngành công nghiệp ô tô là một trong những ngành sử dụng số lượng lao động lớn nhất cả nước. Năm 2015, Tây Ban Nha là quốc gia sản xuất ô tô lớn thứ 8 trên thế giới và là nhà sản xuất ô tô lớn thứ 2 ở Châu Âu đứng sau Đức.
Năm 2016, ngành công nghiệp ô tô đã tạo ra 8,7% tổng sản phẩm quốc nội của Tây Ban Nha, sử dụng khoảng 9% lao động của ngành sản xuất. Năm 2008, ngành công nghiệp ô tô là ngành xuất khẩu lớn thứ 2 trong khi năm 2015 khoảng 80% tổng số ô tô được sản xuất ra dùng đẻ xuất khẩu.
Các công ty Đức đã rót 4,8 tỷ euro vào Tây Ban Nha trong năm 2015, khiến quốc gia này trở thành điểm đến đầu tư trực tiếp nước ngoài lớn thứ hai của Đức chỉ sau Mỹ. Trong số đó có tới 4 tỷ euro được đổ vào ngành công nghiệp ô tô.

### Năng lượng

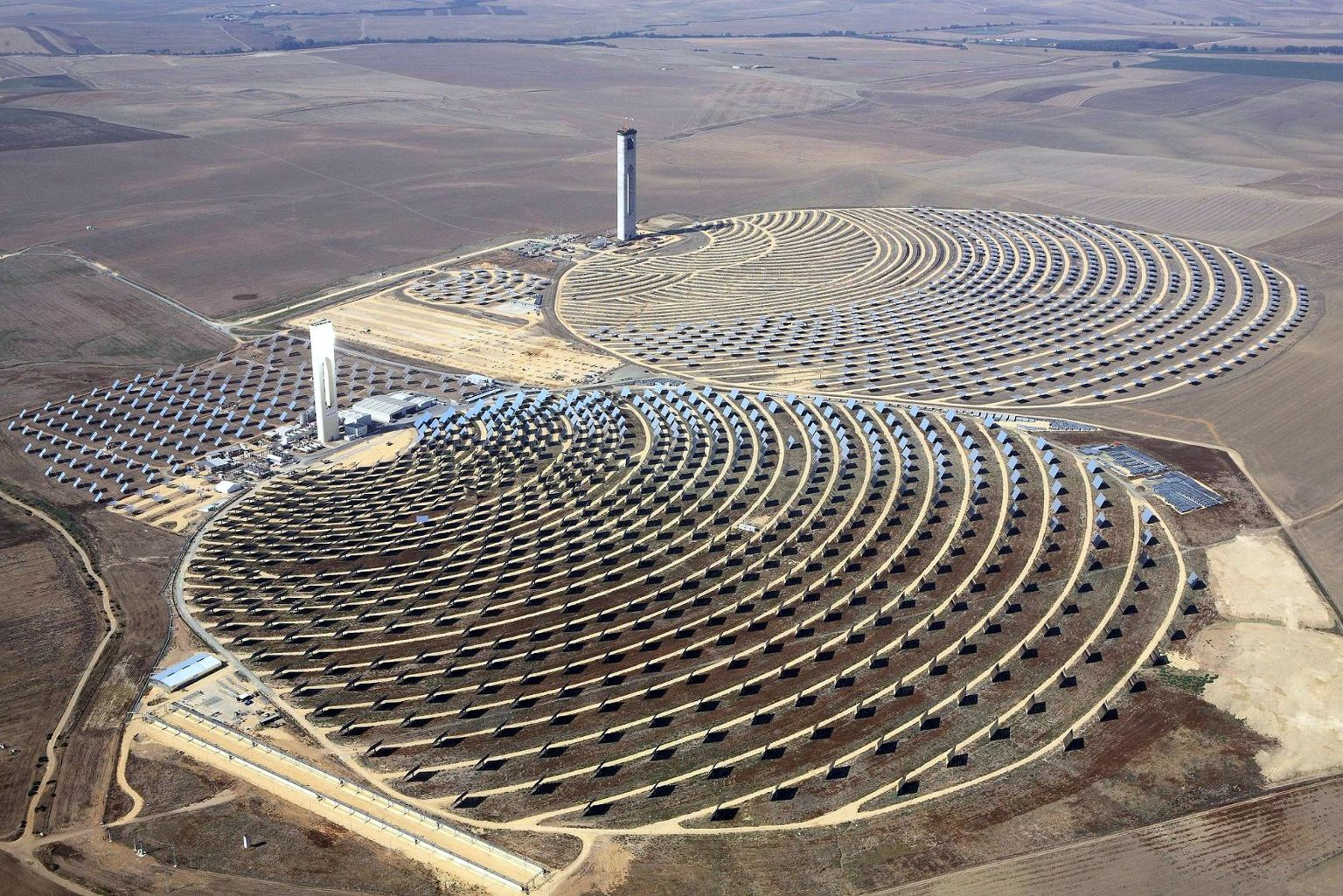
Nhà máy điện mặt trời PS10 và nhà máy điện mặt trời PS20 ở Seville

Năm 2008, mức tiêu thụ điện trung bình của Tây Ban Nha là 6.523 kWh / người. Mức sử dụng điện của Tây Ban Nha tương đương 88% mức trung bình của EU15 (EU15 là 7.409 kWh / người) và 73% mức trung bình của OECD (8.991 kWh / người).
Tây Ban Nha là một trong những quốc gia dẫn đầu thế giới về năng lượng tái tạo trên cả phương diện sản xuất lẫn xuất khẩu. Năm 2013, nước này trở thành quốc gia đầu tiên trên thế giới sử dụng năng lượng gió làm nguồn năng lượng chính.

### Nông nghiệp

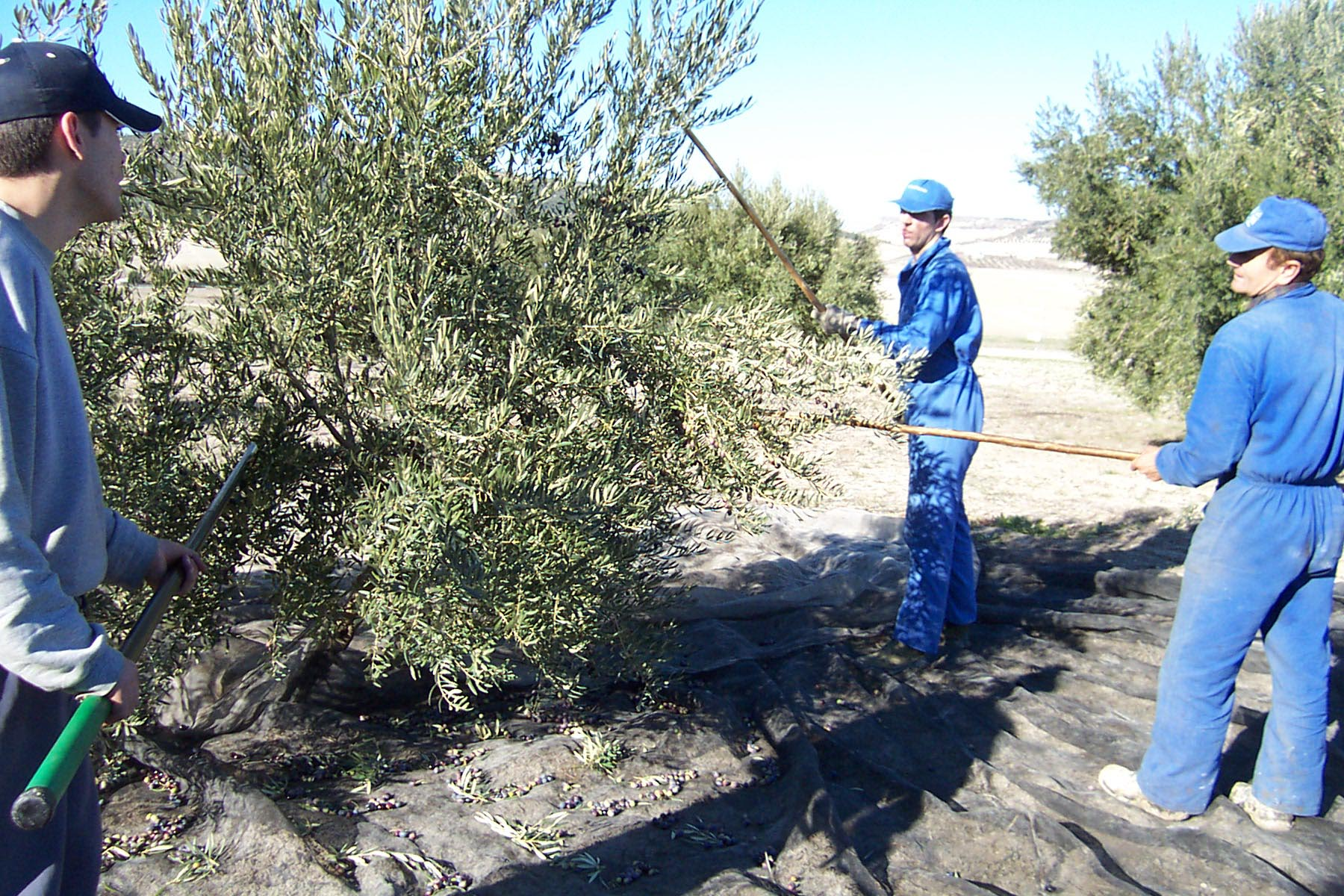
Thu hoạch ô liu ở Jaén

Nông nghiệp là một thành phần kinh tế khác cũng đang phát triển mạnh mẽ trong vài năm qua. Với hơn tổng giá trị xuất khẩu hơn 40 tỷ euro, trong năm 2015 ngành nông nghiệp đóng góp khoảng 3% cho GDP và hơn 15% tổng giá trị xuất khẩu của Tây Ban Nha.
Giai đoạn 2004-2014 là thời kỳ bùng nổ của ngành nông nghiệp khi tổng giá trị xuất khẩu và kinh doanh mặt hàng nông sản của Tây Ban Nha tăng 95% tronh đó dẫn đầu là các sản phẩm thịt lợn, rượu vang và dầu ô liu. Đến năm 2012, Tây Ban Nha là nhà sản xuất dầu ô liu lớn nhất thế giới khi chiếm tới 50% tổng sản lượng trên toàn thế giới. Đến năm 2013, quốc gia này trở thành nhà sản xuất rượu vang hàng đầu thế giới; vào năm 2014 và 2015 Tây Ban Nha là nước xuất khẩu rượu vang lớn nhất thế giới. Tuy nhiên, khả năng tiếp thị kém và tỷ suất lợi nhuận thấp vẫn là một vấn đề đối với ngành này, thể hiện qua thực tế là các nhà nhập khẩu chính dầu ô liu và rượu vang của Tây Ban Nha (lần lượt là Ý và Pháp) thường mua các sản phẩm đến từ Tây Ban Nha với số lượng lớn rồi sau đó đóng chai và bán dưới nhãn hiệu của những nước này với mức tỷ suất lợi nhuận cao đáng kể.
Tây Ban Nha là nhà sản xuất và xuất khẩu các loại trái cây thuộc Chi Cam chanh (cam, chanh và các loại quả có múi nhỏ), đào và mơ lớn nhất ở EU. It is also the largest producer and exporter of strawberries in the EU.

### Bán lẻ thực phẩm
Năm 2020, các nhà bán lẻ nổi tiếng trong lĩnh vực phân phối thực phẩm gồm có Mercadona (24,5% thị phần), tiếp theo là Carrefour (8,4%), Lidl (6,1%), DIA (5,8), Eroski (4,8), Auchan (3,4%), các nhà phân phối địa phương (14,3%) và khác (32,7%).

### Khai thác
Năm 2019, quốc gia này là nhà sản xuất thạch cao lớn thứ 7 và là nhà sản xuất kali lớn thứ 10 thế giới, ngoài ra còn là nhà sản xuất muối lớn thứ 15 thế giới.